# Cattedrale di Sion
La cattedrale di Nostra Signora o cattedrale di Sion (in francese Cathédrale Notre-Dame de Sion) è la chiesa cattolica maggiore di Sion e cattedrale della diocesi di Sion.